# Roland Duchâtelet
Roland Duchâtelet (Merksem, 14 novembre 1946) è un imprenditore e politico belga.
È proprietario delle squadre di calcio Carl Zeiss Jena e Újpest FC. e fondatore del partito politico belga social-liberale Vivant.

## Attività imprenditoriale

### Microelettronica e Internet
Nel 1990 sviluppa, senza capitale iniziale, insieme a Rudi De Winter e Françoise Chombar una serie di società, tra le quali Melexis, la più nota e l'impresa X-Fab.
Verso la fine del secolo ha investito in Internet, nei predecessori di YouTube: TVLokaal.com, Stoorzender.be, AdValvas, Sport.be, Place.to.be e Femistyle.be.

### Calcio
Nel 1999, da uomo d'affari si avvicina al mondo del calcio come sponsor della squadra di calcio di prima divisione Koninklijke Sint-Truidense Voetbalvereniging, che ha in seguito rilevato nel 2004. È rimasto presidente di questo club fino al 2011.
Il 23 giugno 2011 ha acquistato la squadra di calcio Standard Liège, di cui è rimasto presidente fino al 2015.
Nel dicembre 2013 ha acquistato la squadra tedesca FC Carl Zeiss Jena e nel gennaio 2014 quella inglese del Charlton Athletic FC e la spagnola AD Alcorcón.
Suo figlio Roderick è presidente del club ungherese Újpest FC.

## Carriera politica
Nel 1993, sensibilizzato da un appello riguardante la questione dell'organizzazione della società e mentre la disoccupazione aumentava e il finanziamento della previdenza sociale era minacciato, decide di intraprendere la carriera politica. Nello stesso anno ha scritto un libro NV België, verslag aan de aandeelhouders che è uscito all'inizio del 1994; il libro si posizionerà tra le prime dieci opere di saggistica per dieci settimane. In questa opera ha portato all'interesse del pubblico la teoria che il Belgio possa essere economicamente e politicamente trasparente, in cui lo sviluppo sostenibile abbia la priorità all'interno di un'economia mondiale globalizzata.
Nel 1995 Louis Standaert, il fondatore del partito politico BANAAN, chiese il permesso a Duchatelet per poter sfruttare il suo libro, come base per il proprio programma politico, cosa a cui Duchatelet acconsentì. BANAAN ha propagato le idee contenute nel libro, come un reddito di base per ogni adulto, un'economia di vicinato e un passaggio dalla tassazione sul lavoro alla tassazione sul consumo, a vantaggio dell'occupazione, dei produttori e dell'ambiente.
Nelle elezioni federali del 1995, il partito ha ottenuto solo l'uno per cento dei voti.
Nel 1997 Duchâtelet fondò Vivant, un partito, che lui stesso ha definito come "un movimento". Il nuovo partito si è presentato alle elezioni in tutte le regioni e comunità linguistiche.
Nel 2003 ha portato in tribunale Johan Vande Lanotte con l'accusa di aver diffuso quest'ultimo informazioni false riguardanti il Fondo di invecchiamento.
Nel 2004, Vivant ha aderito ad un "cartello" con l'Open VLD e nello stesso anno Duchâtelet ha pubblicato il suo secondo libro, De weg naar meer netto binnenlands geluk.
Tra il 2007 e il 2010 Duchâtelet è stato membro del Senato belga per l'Open Vld, partito con cui Vivant si è poi fusa.
All'inizio del 2008, il politico-imprenditore fece notizia quando lanciò l'idea di ampliare la Regione di Bruxelles-Capitale con il Brabante Vallone e il Brabante Fiammingo. Senza dire nulla sulla lingua, ha sostenuto di farne un'unica grande regione urbana in modo tale che Bruxelles potesse diventare la vera capitale d'Europa.
Nelle elezioni municipali del 2012, Duchâtelet è stato eletto consigliere comunale a Sint-Truiden, ma ha deciso di lasciare la politica. Nella legislatura 2007-2012 è diventato il primo assessore a Sint-Truiden con delega alle finanze, alla mobilità, al rinnovamento urbano, al personale, al parco industriale di Brustem e all'edilizia abitativa.

## Nella cultura di massa
Nel film La vie politique des Belges (2002) di Jan Bucquoy, Duchâtelet fa campagna elettorale con Vivant nel 1999.

## Vita privata
Dalla metà degli anni '90 è compagno di vita di Marieke Höfte, dalla quale ha avuto due figlie. Ha anche quattro figli, tra cui l'allenatore di calcio Roderick Duchâtelet, da un precedente matrimonio.